# Lövträdskräfta
Lövträdskräfta (Neonectria galligena) är en svampart som först beskrevs av Giacopo Bresàdola, och fick sitt nu gällande namn av Rossman & Samuels 1999. Lövträdskräfta ingår i släktet Neonectria och familjen Nectriaceae. Arten är reproducerande i Sverige. Inga underarter finns listade i Catalogue of Life.